# اچ‌دی ۱۷۵۷۴۰
اچ‌دی ۱۷۵۷۴۰ یک ستاره است که در صورت فلکی شلیاق قرار دارد.